# Silicijum monosulfid
Silicijum monosulfid je hemijsko jedinjenje silicijuma i sumpora. Njegova hemijska formula jes SiS. Molekularni SiS je detektovan na visokim temperaturama u gasovitoj fazi. Molekul u gasnoj fazi ima Si-S dužinu veze od 192.93 pm, što se znatno razlikuje od dužine normalne jednostruke veze, 216 pm, i kraće je od dvostruke Si=S veze čija dužina je oko 201 pm kod organosilantiona. Istorijski bledo žuto-crveno amorfno čvrsto jedinjenje bilo poznato.

## Literatura
- Müller, H. S. P.; McCarthy, M. C.; Bizzocchi, L.; Gupta, H.; Esser, S.; Lichau, H.; Caris, M.; Lewen, F.;  . (2007). „Rotational spectroscopy of the isotopic species of silicon monosulfide, SiS”. Physical Chemistry Chemical Physics. 9 (13): 1579—86. PMID 17429551. doi:10.1039/B618799D.
- Chattopadhyaya, Surya; Chattopadhyay, Anjan; Das, Kalyan Kumar (2002). „Electronic Spectrum of Silicon Monosulfide:  Configuration Interaction Study”. The Journal of Physical Chemistry A. 106 (5): 833. doi:10.1021/jp013332e.
- Birk, Helmut; Jones, Harold (1990). „Diode laser measurement of the infrared spectrum of silicon monosulfide”. Chemical Physics Letters. 175 (5): 536. doi:10.1016/0009-2614(90)85577-Y.